# أوفوك بيرقدار
الممثل التركي اوفوك بيرقدار بتركي Ufuk Bayraktar ولد الفنان اوفوك بيرفدار في مدينة اسطنبول التركية في 12 أيلول 1981 وهو ممثل سينمائي وتلفزيوني ومسرحي تركي شهير، تخرج من جامعة إسطنبول، وعمل في مقهى مع والده واكتشفه المخرج زكي ديميروبوز، وبدأ مسيرته الفنية في عام 2003 عندما لعب دور هام في فيلم غرفة الانتظار. ومن أهم أعماله دوره في مسلسل إيزيل 2009 - 2011 .

## المسلسلات التلفزيونية والافلام التي شارك فيها
- ثمانية أيام لعلي (فيلم) 2009
- البيضة (فيلم) 2007
- إيزيل (مسلسل) 2009 – 2011
- بداية جديدة (فيلم) 2009
- مسألة حاسمة (فيلم) 2010
- الفصل (فيلم) 2010
- تحت الأرض (فيلم) 2012
- أطفال الأرض (فيلم) 2012
- الجبل 1 (فيلم) 2012
- تشانكالا (فيلم) 2012
- ميلاد (مسلسل) 2015
- جناح طائر الحب (مسلسل) 2016
- الجبل 2 (فيلم) 2016
- التعيين (فيلم) 2016 .[2]
- محمد: سلطان الفتوحات (مسلسل) 2024-2025

## وصلات خارجية
- أوفوك بيرقدار على موقع IMDb (الإنجليزية)
- أوفوك بيرقدار على موقع ألو سيني (الفرنسية)
- أوفوك بيرقدار على موقع أول موفي (الإنجليزية)
- أوفوك بيرقدار على موقع قاعدة بيانات الأفلام السويدية (السويدية)
- أوفوك بيرقدار على موقع قاعدة بيانات الفيلم (الإنجليزية)
- أوفوك بيرقدار على موقع كينوبويسك (الروسية)

المواقع الرسمية
http://www.sinematurk.com/kisi/8035-/
https://www.imdb.com/name/nm1832249/
https://twitter.com/houfukbayraktar?lang=ar